# Мости Харкова
Перелік мостів Харкова — список мостів міста Харкова. 22 червня 2012 року Харківською міською радою було затверджено рішення 16 сесії 6 скликання «Про впорядкування найменувань». У додатку до цього рішення було зазначено найменування 58-ми мостових споруд у місті. Проте перелік не повний.

## Діючі мости
| Назва                                            | Тип                    | Рік спорудження (реконструкції) | Об'єкт, через який споруджено                  | Довжина | Широта | Висота | Розташування                                                           | Фотографія                 |
| ------------------------------------------------ | ---------------------- | ------------------------------- | ---------------------------------------------- | ------- | ------ | ------ | ---------------------------------------------------------------------- | -------------------------- |
| Балашовський                                     | Автошляховий           | 1947                            | Залізниця                                      |         |        |        | вулиця Георгія Тарасенка                                               |                            |
| Безлюдівський                                    | Автошляховий           | 1962 (рек. 1979)                | р. Жихорець                                    |         |        |        | Аерокосмічний проспект                                                 |                            |
| Бурсацький                                       | Автошляховий           | 1933 (відн. 1946)               | р. Лопань                                      |         |        |        | між Бурсацьким узвозом та Пискунівською вулицею                        |                            |
| Гончарівський                                    | Автошляховий           | 1963                            | р. Лопань                                      |         |        |        | між Гончарівським бульваром та Мороховецькою набережною                |                            |
| Горбатий                                         | Автошляховий           | 1928 (відн. 1949)               | р. Харків                                      |         |        |        | між провулком Фейрбаха та Харківською набережною                       |                            |
| Григорівський                                    | Автошляховий           | 1961                            | Залізниця                                      |         |        |        | проспект Любові Малої                                                  |                            |
| Гуківський                                       | Автошляховий           | 1952                            | р. Уди                                         |         |        |        | Київська траса                                                         |                            |
| Данилівський                                     | Автошляховий           | 1985                            | р. Харків                                      |         |        |        | між вулицями Максима Рильського і Генерала Удовиченка                  |                            |
| Джутовий                                         | Пішохідний             | 2008                            | Конопляна вулиця                               |         |        |        | Джутова вулиця                                                         |                            |
| Дробицький                                       | Автошляховий           | 1970                            | проспект Героїв Харкова                        |         |        |        | Кільцева дорога                                                        |                            |
| Заїкивський                                      | Автошляховий           |                                 | Залізниця                                      |         |        |        | Гольдбергівська вулиця                                                 |                            |
| Залютинський                                     | Автошляховий           | 1971                            | струмок Залютин                                |         |        |        | Київська траса                                                         |                            |
| Зоологічний                                      | Пішохідний             | 1952                            | Клочківський узвіз                             |         |        |        | між проспектом Незалежності та одним з входів до Харківського зоопарку |                            |
| Іванівський                                      | Пішохідний             | 1929 (рек. 1953, 1990)          | р. Лопань                                      |         |        |        | між Іванівською вулицею та Клочківським провулком                      |                            |
| Ісаївський                                       | Пішохідний (підвісний) | 1969                            | р. Харків                                      |         |        |        | між Ісаївською та Наринською вулицями                                  |                            |
| Іскринський                                      | Автошляховий           | 1957 (рек. 1988)                | р. Немишля                                     |         |        |        | Іскринська вулиця                                                      |                            |
| Квітучий                                         | Пішохідний (підвісний) | 1969                            | р. Харків                                      |         |        |        | між Квітучою вулицею та вулицею Запорожців                             |                            |
| Кітлярчинський                                   | Автошляховий           | 1992                            | Кіглярчин яр                                   |         |        |        | вулиця Гвардійців-Широнінців                                           |                            |
| Клеменівський                                    | Автошляховий           | 1957 (рек. 2001)                | р. Немишля                                     |         |        |        | вулиця Лесі Українки                                                   |                            |
| Комунальний                                      | Автошляховий           | 1972-1975                       | р. Немишля, проспект Героїв Харкова, залізниця |         |        |        | проспект Льва Ландау                                                   |                            |
| Конюшений                                        | Автошляховий           | 1949                            | р. Немишля                                     |         |        |        | вулиця Академіка Павлова                                               |                            |
| Корсиківський                                    | Автошляховий           | 1944                            | Залізниця                                      |         |        |        | проспект Героїв Харкова                                                |                            |
| Краснополянський                                 | Автошляховий           | 1963 (рек. 1998)                | р. Немишля                                     |         |        |        | вулиця Красна Поляна                                                   |                            |
| Кузинський                                       | Автошляховий           | 1990                            | Залізниця                                      |         |        |        | Кузінська вулиця                                                       |                            |
| Купецький                                        | Автошляховий           | 1909 (відн. 1944)               | р. Лопань                                      |         |        |        | між Соборним узвозом та Благовіщенським майданом                       |                            |
| Лазьківський                                     | Автошляховий           | 1980                            | р. Харків                                      |         |        |        | вулиця Нескорених                                                      |                            |
| Ліхонінський                                     | Пішохідний             | 1970                            | р. Лопань                                      |         |        |        | між Степовим провулком та Конторською вулицею                          |                            |
| Лопанський                                       | Автошляховий           | 1883 (рек. 1958)                | р. Лопань                                      |         |        |        | між Сергіївським майданом та Полтавським Шляхом                        |                            |
| П'ятихатський                                    | Автошляховий           | 1981                            | Залізниця, Граківська вулиця                   |         |        |        | Кільцева дорога                                                        | Харків. П'ятихатський міст |
| Манжосівський                                    | Автошляховий           | 1993                            | Манжосов яр                                    |         |        |        | вулиця Гвардійців-Широнінців                                           |                            |
| Мар'їнський                                      | Пішохідний             |                                 | р. Харків                                      |         |        |        | між Мар'їнською вулицею та сквером «Стрілка»                           |                            |
| Метроміст                                        | Метроміст              | 1984                            | р. Харків                                      | 980 м   |        |        | між станцією метро «Київська» і Барабашовським ринком.                 |                            |
| Мойсеївський                                     | Автошляховий           | 1927 (відн. 1948; рек. 1969)    | р. Харків                                      |         |        |        | Мойсеївська вулиця                                                     |                            |
| Нетіченський                                     | Автошляховий           | 1911 (відн. 1944)               | р. Харків                                      |         |        |        | між Університетською вулицею та майданом Ірини Бугримової              |                            |
| Ново-Баварський                                  | Автошляховий           | 1961                            | р. Уди                                         |         |        |        | проспект Любові Малої                                                  |                            |
| Новоіванівський                                  | Автошляховий           | 1985                            | р. Лопань                                      |         |        |        | 2-й Панасівський проїзд                                                |                            |
| Олексіївський                                    | Автошляховий           | 1977                            | р. Олексіївка                                  |         |        |        | вулиця Ахсарова                                                        |                            |
| Основ'янський                                    | Автошляховий           | 1957                            | р. Лопань                                      |         |        |        | Москалівська вулиця                                                    |                            |
| Павлівський                                      | Пішохідний             | 1965                            | р. Лопань                                      |         |        |        | між Павлівською та Лозівською вулицями                                 |                            |
| Петренківський                                   | Автошляховий           | 1969                            | р. Немишля                                     |         |        |        | Велозаводська вулиця                                                   |                            |
| Пилипівський                                     | Автошляховий           | 1968                            | р. Уди                                         |         |        |        | Карачівське шосе                                                       |                            |
| Плитковий                                        | Автошляховий           | 1972                            | Залізниця                                      |         |        |        | проспект Героїв Харкова                                                |                            |
| Пляжний                                          | Автошляховий           | 1960                            | р. Харків                                      |         |        |        | Журавлівський гідропарк                                                |                            |
| Пляжний-2                                        | Пішохідний             | 1961                            | р. Харків                                      |         |        |        | Журавлівський гідропарк                                                |                            |
| Подільський                                      | Автошляховий           | 1965                            | р. Харків                                      |         |        |        | Між Подільським провулком і вулицею Вернадського.                      |                            |
| Помірчакський                                    | Пішохідний             | 1984                            | Струмок                                        |         |        |        | Харківське шосе                                                        |                            |
| Рашкінський                                      | Пішохідний (підвісний) | 1970                            | р. Немишля                                     |         |        |        | між Святязькою вулицею та набережною Здоров'я.                         |                            |
| Роганський                                       | Автошляховий           | 1981                            | Роганська вулиця                               |         |        |        | Кільцева дорога                                                        |                            |
| Рогатинський                                     | Автошляховий           | 1931 (відн. 1945)               | р. Лопань                                      |         |        |        | між Рогатинським проїздом і Пискунівським провулком                    |                            |
| Самсонівський                                    | Автошляховий           | 1957                            | р. Немишля                                     |         |        |        | Самсонівська вулиця                                                    |                            |
| Санжарівський                                    | Пішохідний (підвісний) | 1970                            | р. Немишля                                     |         |        |        | Санжарівська вулиця                                                    |                            |
| Саржинський                                      | Автошляховий           | 1969                            | Саржин Яр                                      |         |        |        | вулиця Дерев'янка                                                      |                            |
| Свистунівський                                   | Автошляховий           | 1979                            | р. Уди                                         |         |        |        | Свистунівська вулиця                                                   |                            |
| Скобелівський                                    | Пішохідний (підвісний) | 1969                            | р. Харків                                      |         |        |        | між Топчіївським провулком та Державною вулицею.                       |                            |
| Сокільницький                                    | Автошляховий           | 1970                            | Мала Південна залізниця                        |         |        |        | вулиця Дерев'янка                                                      |                            |
| Стадницький                                      | Автошляховий           | 1977                            | Стадницький яр                                 |         |        |        | вулиця Гвардійців-Широнінців                                           |                            |
| Староолексіївський                               | Автошляховий           | 1949                            | р. Олексіївка                                  |         |        |        | Клочківська вулиця                                                     |                            |
| Тюрінський                                       | Автошляховий           | 1933 (рек. 1970)                | р. Немишля                                     |         |        |        | Тюрінська вулиця                                                       |                            |
| Удянський                                        | Автошляховий           | 1971                            | Залізниця                                      |         |        |        | Полтавський Шлях                                                       |                            |
| Харківський                                      | Автошляховий           | 1954                            | р. Харків                                      |         |        |        | проспект Героїв Харкова                                                |                            |
| Холодногірський шляхопровід ім. Магомета Караєва | Автошляховий           | відн. 1954                      | Залізниця                                      |         |        |        | Полтавський Шлях                                                       |                            |
| Юмтівський                                       | Автошляховий           |                                 | Залізниця                                      |         |        |        | вулиця Морозова                                                        |                            |